# Kola (fleuve)
La Kola (en russe : Кола) est un  fleuve côtier de Russie qui coule dans la péninsule de Kola (dans le nord de l'oblast de Mourmansk). 

## Géographie

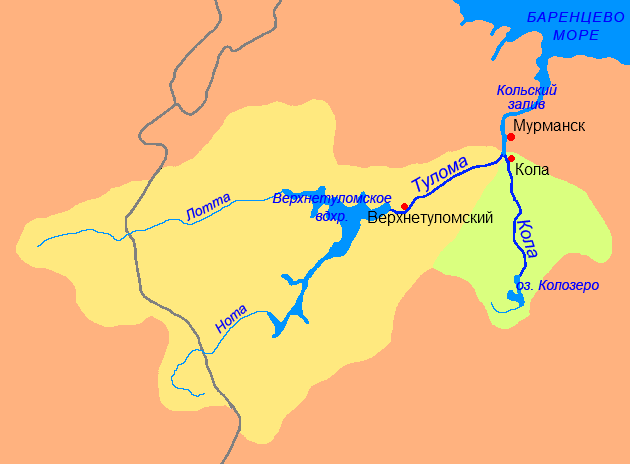
Carte du bassin de la Touloma (à gauche) et de la Kola (à droite).

Long de 83 kilomètres, le fleuve draine un bassin de 3 850 km2, c'est-à-dire une superficie plus ou moins équivalente à celle du département de Tarn-et-Garonne en France, ou à celle de la province belge de Hainaut.
La Kola naît en tant qu'émissaire du lac Kolozero, au nord-ouest de la ville d'Olenegorsk, c'est-à-dire au centre de la péninsule de Kola. Elle se dirige globalement du sud vers le nord durant tout son parcours. Elle traverse la commune urbaine de Kildinstroï. Elle finit par se jeter dans la baie de Kola qui mène à la mer de Barents, à Kola, à quelque 10 kilomètres au sud de la ville de Mourmansk. Le fleuve voisin Touloma a son embouchure dans ce même fjord, à un kilomètre à peine à l'ouest.

## La voie ferrée de Mourmansk
La Kola est longée sur presque toute sa longueur par la voie ferrée de Mourmansk (Мурманское отделение Октябрьской железной дороги) qui relie Saint-Pétersbourg à Mourmansk, et fut construite durant la première guerre mondiale, entre 1915 et 1917.

## Hydrométrie - Les débits mensuels à l'embouchure
Le débit de la Kola a été observé pendant 65 ans (durant la période 1928-1992) à la station du kilomètre 1429 de la voie ferrée de Mourmansk, c'est-à-dire à l'embouchure du fleuve dans le 
golfe de Kola, à dix kilomètres au sud de Mourmansk. 
Le débit inter annuel moyen ou module observé à la station sur cette période était de 43,7 m3/s pour une surface de drainage de 3 850 km², soit la totalité du bassin versant du fleuve.
La lame d'eau écoulée dans ce bassin versant se monte ainsi à 365 millimètres par an, ce qui peut être considéré comme élevé, du moins dans le cadre de la Russie d'Europe, région dont les fleuves ont souvent un écoulement assez modéré. 
Cours d'eau alimenté en grande partie par la fonte des neiges, mais aussi par les pluies d'été et d'automne, la Kola est un fleuve de régime nivo-pluvial. 
Les hautes eaux se déroulent au printemps, aux mois de mai et de juin, et correspondent au dégel et à la fonte des neiges. En juillet, le débit plonge, et cette baisse se poursuit, mais de manière beaucoup moins brusque en août, puis le débit remonte en septembre et en octobre, formant ainsi un nouveau sommet, il est vrai assez peu important. C'est le résultat des pluies d'automne, assez abondantes dans le bassin. En novembre, le débit baisse à nouveau, ce qui constitue le début de la période des basses eaux. Celle-ci a lieu de décembre à avril inclus, et correspond aux gelées intenses qui s'abattent sur toute la péninsule. 
Le débit moyen mensuel observé en mars (minimum d'étiage) est de seconde, soit plus ou moins 7 % du débit moyen du mois de mai, maximum de l'année (134 m3/s), ce qui montre l'amplitude déjà importante des variations saisonnières.
Et ces écarts peuvent être plus importants encore d'après les années : ainsi sur la durée d'observation de 65 ans, le débit mensuel minimal a été de seconde en mars 1930, tandis que le débit mensuel maximal s'élevait à 281 m3/s en mai 1984.
En ce qui concerne la période libre de glaces (de juin à octobre inclus), le débit mensuel minimal observé a été de 9,57 m3/s en août 1937. 